# Motohiro Yamaguchi
Motohiro Yamaguchi, född 29 januari 1969 i Gunma prefektur, Japan, är en japansk tidigare fotbollsspelare.